# Battle for Wesnoth
Battle for Wesnoth (Kampen om Wesnoth eller Slaget om Wesnoth) er et anmelderrost[kilde mangler] platformsuafhængigt, tur-baseret strategi-computerspil programmeret i C++. 
Spillet er fri software licenseret under GNU GPL. Det kører på AmigaOS 4, BeOS, FreeBSD, Linux, Mac OS X, NetBSD, OpenBSD, Solaris og Windows.
Spillet er tekstet på flere sprog, inklusive dansk og esperanto.